# Rotarall
Rotarall (Gallirallus temptatus) är en förhistorisk utdöd fågel i familjen rallar inom ordningen tran- och rallfåglar.

## Upptäckt
Fågeln beskrevs 2006 utifrån subfossila lämningar funna under arkeologiska utgrävningar på ön Rota i Nordmarianerna.

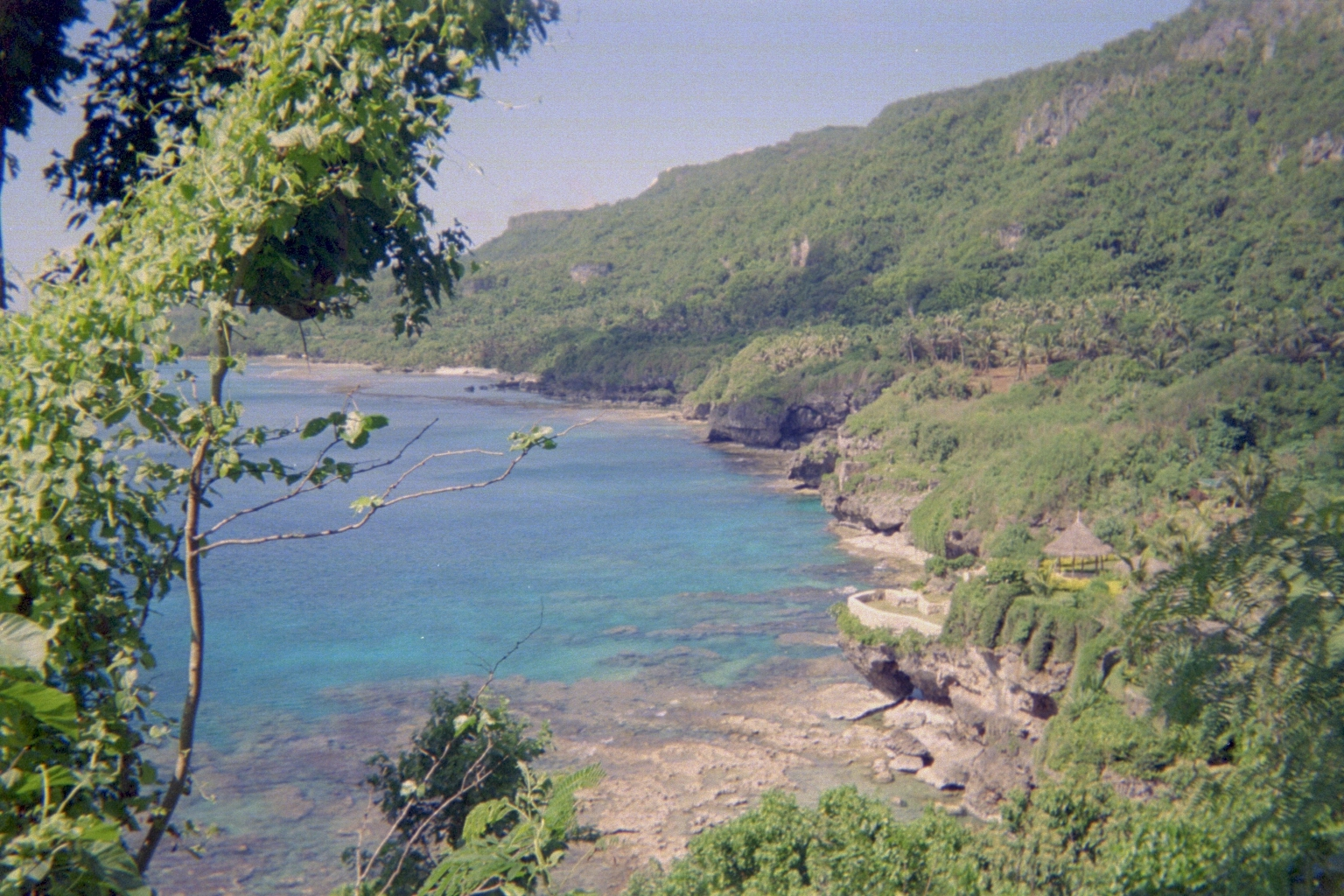
Ön Rota där fågelns lämningar hittats.

## Kännetecken
Rotarallen var mindre än rostbandad rall (G. philippensis) och zebrarall (G. torquatus) ur vilka många rallar funna på öar i Stilla havet med största sannolikhet utvecklats. Fågeln kunde inte flyga men hade inte lika robusta ben som många andra flygoförmögna rall.